# 卵形园蛛
卵形园蛛（学名：Araneus inustus）为园蛛科园蛛属的动物。分布于苏门答腊、大洋洲、印度尼西亚、巴布亚新几内亚以及中国大陆及台湾中部等地，常见于多布网于林间、有时栖息于草原以及昼间潜居树叶内。